# 7452 Izabelyuria
7452 Izabelyuria este un asteroid din centura principală de asteroizi.

## Descriere
7452 Izabelyuria este un asteroid din centura principală de asteroizi. A fost descoperit pe 31 august 1978 la Observatorul de Astrofizică din Crimeea de Nikolai Cernîh. Asteroidul prezintă o orbită caracterizată de o semiaxă mare de 3,11 ua, o excentricitate de 0,20 și o înclinație de 2,7° în raport cu ecliptica.